# Fawwaz Haddad
Fawwaz Haddad (DMG Fawāz Ḥaddād, * 1950, laut anderen Quellen 1947, in Damaskus, Syrien) ist ein syrischer Jurist und Autor. Seine Werke zählen zur syrischen Literatur im Kontext von Krieg und politischer Verfolgung.

## Leben
Haddad studierte Jura an der Universität Damaskus. Nachdem er verschiedene Tätigkeiten ausgeübt hatte, wandte er sich der Schriftstellerei zu. Sein erster Roman Musayik Dimashq '39 wurde 1991 gedruckt. Weitere Veröffentlichungen folgten, von denen Al-mutarjim al-kha'in 2009 für den International Prize for Arabic Fiction nominiert wurde. Sein Roman von 2010 God's Soldiers war zwar auf der Longlist für diesen Preis, gelangte jedoch nicht auf die Shortlist. Er wurde 2013 unter dem Titel Gottes blutiger Himmel als erstes Werk Haddads in deutscher Sprache aufgelegt.
Zur Lage der Christen in Syrien im Kriegsjahr 2013 nahm Haddad in der FAZ Stellung.

## Veröffentlichungen
- 1991: Musayik Dimashq '39. (Mosaik Damaskus 1939), Beirut
- 1994: Teatro 1949.
- 1994: Al-risala al-akhira. (Der letzte Brief)
- 1998: Surat al-rawee. (Das Bild des Erzählers)
- 2000: Al-walad al-akhira. (Das unwissende Kind)
- 2004: Mirsāl al-gharām. Riyad al-Rayyis lil-Kutub wa an-Nashr, ISBN 978-9953-21-174-9
- 2008: Al-mutarjim al-kha'in. (Der untreue Übersetzer)
- 2010: Junūd Allāh. (Gotteskrieger, englischer Titel: God's Soldiers)
  - 2013: ins Deutsche übersetzt von Günther Orth: Gottes blutiger Himmel. Roman. Aufbau Verlag, Berlin, ISBN 978-3-351-03522-8. (als elektronische Ressource: Aufbau Digital), Berlin, ISBN 978-3-8412-0557-5